# Alaveteli
Alaveteli és un programari lliure i de codi obert de mySociety per ajudar a la ciutadania a redactar sol·licituds de Llibertat d'Informació i publicar automàticament una resposta.

## Característiques
Alaveteli es descriu com "un projecte per crear una plataforma lliure, estàndard i internacionalitzada per realitzar sol·licituds de Llibertat d'Informació". Alaveteli està finançat per l'Open Society Foundations i la Fundació Hivos.
Va començar com el programari que executava WhatDoTheyKnow, un web del Regne Unit que publica respostes a sol·licituds sobre llibertat d'informació. El codi original de WhatDoTheyKnow va ser escrit principalment per Francis Irving mentre treballava per mySociety. Alaveteli deu el seu nom a la localitat de Alaveteli a Finlàndia, on Anders Chydenius, un dels primers defensors de la llibertat d'informació, va treballar com a vicari.
Les persones que administren llocs en la plataforma Alaveteli poden formar part de la comunitat, amb suport i consells compartits a través d'un tauler de missatges, i conferències regulars.
El programari alternatiu lliure i de codi obert que s'utilitza per operar portals de sol·licitud de llibertat d'informació inclou Froide i MuckRock.